# Roeboides descalvadensis
Roeboides descalvadensis är en fiskart som beskrevs av Fowler 1932. Roeboides descalvadensis ingår i släktet Roeboides och familjen Characidae. Inga underarter finns listade i Catalogue of Life.